# بادجام
بادجام رمزها «BD» (بالإنجليزية: Badgam)‏ ، هو تقسيم إداري لدولة الهند تتبع ولاية جامو وكشمير (بالإنجليزية: Jammu  and  Kashmir)‏ ، مركزها هو مدينة بادجام (بالإنجليزية: Badgam)‏ عدد سكانها حسب تعداد سنة 2001 هو 629,309 ، مساحتها 755,331 كم² وكثافة السكان 1406 لكل كم².